# デイヴ・グリーンスレイド
デイヴ・グリーンスレイド（David Greenslade、1943年1月18日 - ）は、イングランド出身のキーボーディスト、オルガニスト、作曲家。

## 略歴

### 黎明期（ - 1968年）
ハイスクール時代に、ジョン・ハイズマン（ドラム）やトニー・リーヴス（ベース）等とアマチュア・バンドを結成するなどオルガニストとして活動を始め、同僚達とブルースやジャズの道に歩み出す。
1964年から1968年頃まで「ウェス・ミンスター・ファイヴ」「クリス・ファーロウ&ザ・サンダーバーズ」「ジーノ・ワシントン&ザ・ラム・ジャム・バンド」などで、録音やセッション活動に参加。

### バンド / ソロ活動期（1968年 - 1979年）
1968年夏、これまでの知己であるハイズマン、リーヴス、ディック・ヘクストール＝スミス（サックス）らと、ジャズ/プログレッシブ・ロック・バンド「コロシアム」を結成。
1971年、「コロシアム」が解散し、ジャズ・ロック・バンド「イフ」に短期間籍を置く。
1972年、デイヴは同僚であるリーヴスのほか、デイヴ・ローソン（キーボード、元ウェブ - サムライ）、アンドリュー・マカロック（ドラム、元キング・クリムゾン - フィールズ）といった実力者を集め、ギターレスのプログレッシブ・ロック・バンド「グリーンスレイド」を結成する。
1973年、ファースト・アルバム『グリーンスレイド』でデビュー。年内にはセカンド・アルバム『ベッドサイド・マナーズ・アー・エクストラ』も発表している。1974年、サード・アルバム『スパイグラス・ゲスト』をリリース。コロシアムでの盟友クレム・クレムソンがゲストとして2曲でギターを弾いた。この時期からセールス的には下降気味になり、1975年にはリーヴスが脱退する。マルチプレーヤーのマーティン・ブライリー（元マンドレイク）を新メンバーに起用して4枚目のアルバム『タイム&タイド』を発表したが、状況は変わらず、翌1976年初頭に解散する。
その後、デイヴは、ソロ・アルバムの制作に着手。同年にファースト・ソロ・アルバム『カクタス・クワイア』を発表した。録音参加したミック・ロジャース（ギター、元マンフレッド・マンズ・アース・バンド）やサイモン・フィリップス（ドラム）らと組んでツアーを開催。後には旧友のリーヴス、ハイズマンが合流し、翌1977年まで続けた。
1979年、グリーンスレイドの4枚目のアルバムで縁のあった、イラストレーターのパトリック・ウッドロフとコラボしたコンセプト作品のセカンド・ソロ・アルバム『The Pentateuch of the Cosmogony』をリリース。その後、「グリーンスレイド」解散の頃からテレビ業界の音楽制作にも携わっている事情もあり、そちらの仕事に専念して際立ったソロ活動は暫く途絶える。

### 再始動 - 以降（1994年 - 現在）

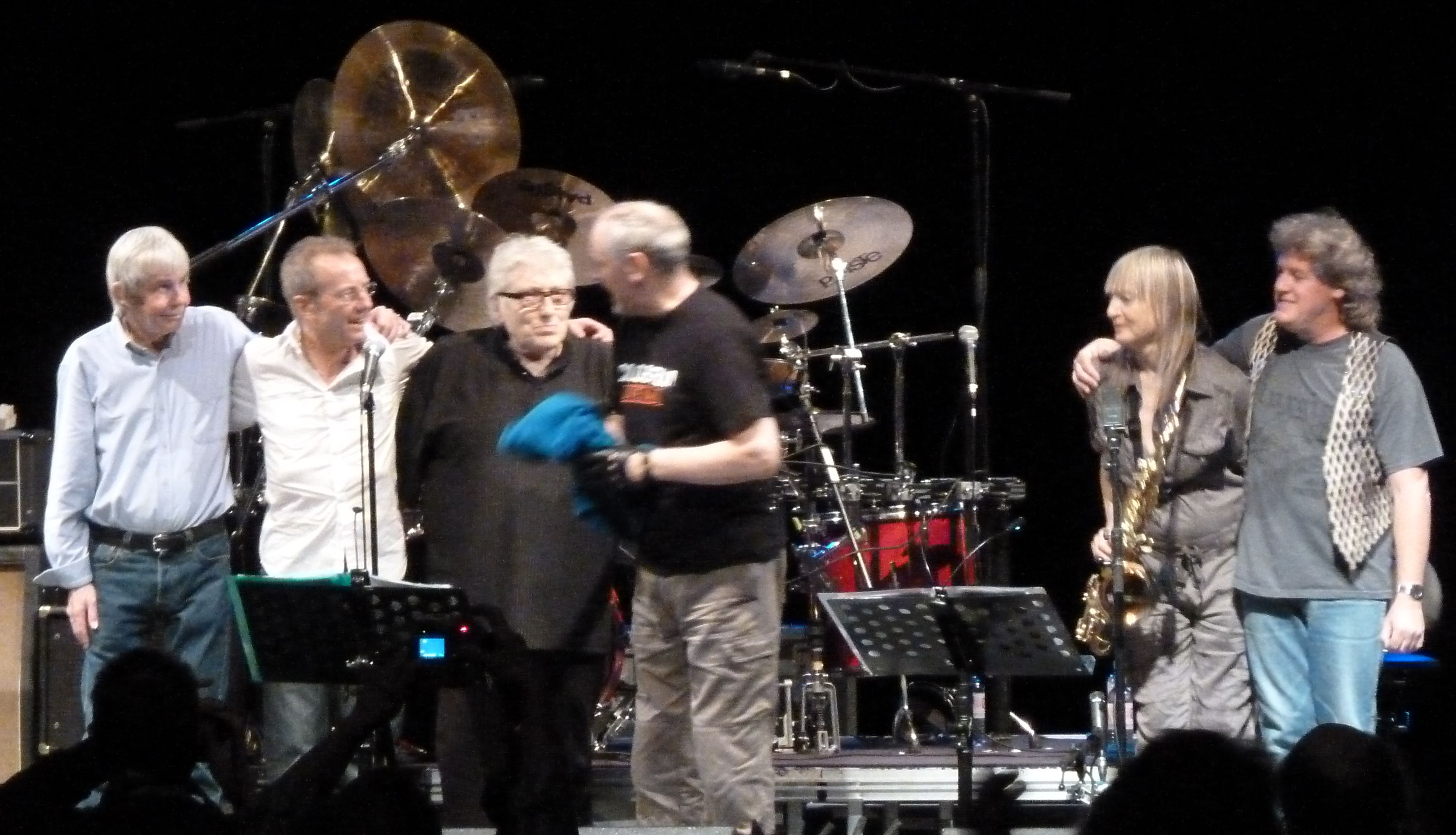
再結成コロシアム - 2010年のグループショット

1994年、SFファンタジー作家 テリー・プラチェットとコラボした15年ぶりのサード・ソロ・アルバム『From The Discworld』をリリース。そして同年に「コロシアム」が再結成を果たし、デイヴも復帰する。
デイヴは、それと並行して2000年に「グリーンスレイド」の再結成を企画。オリジナル・メンバーのトニー・リーヴスも参加した25年ぶりの5thアルバム『ラージ・アフタヌーン』を発表する。その後、バンドはライブ・アルバムをリリースするなど、ライブを中心に2003年まで活動した。
1999年、4枚目のソロ・アルバム『ゴーイング・サウス』をリリース。
2007年、「コロシアム」メンバーとして初来日公演。
2011年、12年ぶり5枚目のソロ・アルバム『Routes/Roots』をリリース。
2015年、「コロシアム」再度の解散が決定。ロンドンのラスト・ライブを最後にバンドとしての幕を閉じた。

## ディスコグラフィ

### ソロ・アルバム
- 『カクタス・クワイア』 - Cactus Choir (1976年)
- The Pentateuch of the Cosmogony (1979年)
- From The Discworld (1994年)
- 『ゴーイング・サウス』 - Going South (1999年)
- Routes/Roots (2011年)

### グリーンスレイド
- 『グリーンスレイド』 - Greenslade (1973年)
- 『ベッドサイド・マナーズ・アー・エクストラ』 - Bedside Manners Are Extra (1973年)
- 『スパイグラス・ゲスト』 - Spyglass Guest (1974年)
- 『タイム&タイド』 - Time And Tide (1975年)
- 『ラージ・アフタヌーン』 - Large Afternoon (2000年)